# System mostów kompozytowych

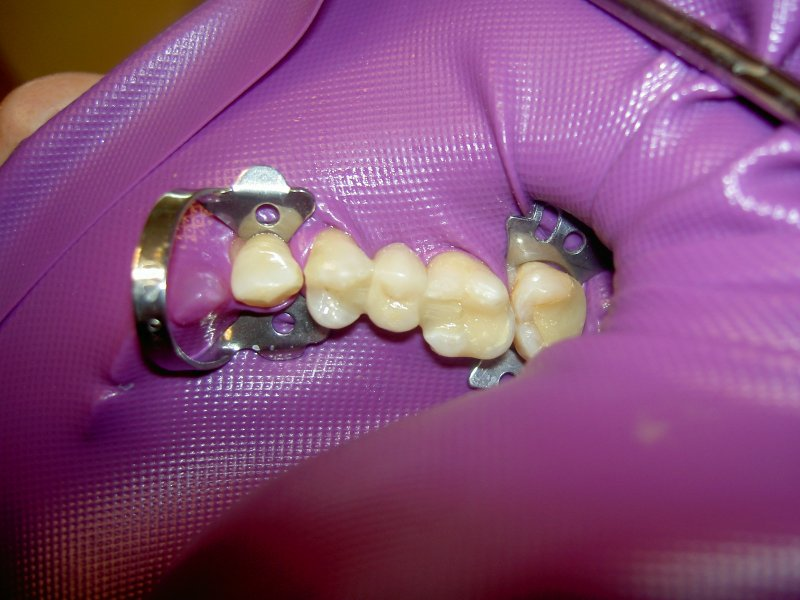
Wszczepiony most kompozytowy

System mostów kompozytowych – metoda stosowana w stomatologii, opracowana przez Cezarego Turostowskiego, przy współpracy z Katedrą Ortodoncji Pomorskiej Akademii Medycznej w Szczecinie.

## Rys historyczny
Pierwsze mosty wykonane zostały w Katedrze Ortodoncji i Ortopedii Szczękowej Pomorskiej Akademii Medycznej w 1992 roku.
Początkowo traktowane jako tymczasowe rozwiązanie, po siedmiu latach, w wyniku postępów badań nad mostami uzupełnienia te zaczęto traktować jako docelowe.
Mosty początkowo wykonywano u pacjentów leczonych ortodontyczne z wrodzonym brakiem siekaczy bocznych górnych (dwójek). W późniejszych latach zaczęto uzupełniać także inne zęby, zwłaszcza przedtrzonowce. W części przypadków wzbogacano most kompozytowy o licówkę lub wydmuszkę porcelanową co spowodowało zwiększenie atrakcyjności mostu.  Z czasem metoda ta znalazła także pozytywne zastosowanie wśród osób starszych.
Różne metody wykonania mostów określono wspólną nazwą SMK systemu mostów kompozytowych.
Zwieńczeniem badań była praca doktorska napisana w czerwcu 1999 roku przez Cezarego Turostowskiego  pt. "Mosty kompozytowe konstrukcji własnej stosowane w odbudowie górnych bocznych siekaczy". Patronat nad pracą objęła Prof.dr hab. Irena Karłowska.
W roku 2003 zostały zorganizowane liczne cykliczne kursy dla zainteresowanych lekarzy, a także warsztaty w akademickich, ortodontycznych ośrodkach dydaktycznych w całej Polsce.

## O metodzie SMK
Mosty kompozytowe należą do grupy połączeń adhezyjnych wykorzystujących mikropołączenia  wytrawionej powierzchni szkliwa z kompozytowymi systemami łączącymi. Metoda polega na wymodelowaniu w jamie ustnej sztucznego zęba z kompozytu. Przy sprzyjających warunkach istnieje możliwość wykonania mostu kompozytowego wzbogaconego o licówkę porcelanową. Do roku  2009 wykonano ponad 600  mostów kompozytowych. Uzupełniono nimi głównie braki siekaczy bocznych górnych. 
Zaletą tej metody jest brak konieczności szlifowania zdrowych zębów, co nadaje takim rozwiązaniom charakter odwracalny. Ponadto może być wykorzystana z powodzeniem w sytuacjach, gdzie inne metody nie mogą być zastosowane, np. z braku odpowiedniej ilości miejsca na implant lub kiedy konieczność szlifowania zębów pod most klasyczny byłaby zbyt okaleczająca, czy też z powodu zbyt wysokiej ceny. System uzupełniania na stałe brakującego zęba ogranicza się do jednej dwugodzinnej wizyty.